# Anais Karagianni
Anais Karagianni (griechisch Αναΐς Καραγιάννη; * 5. Dezember 1999) ist eine griechische Leichtathletin, die sich auf den 100-Meter-Hürdenlauf spezialisiert hat.

## Sportliche Laufbahn
Erste internationale Erfahrungen sammelte Anais Karagianni im Jahr 2017, als sie bei den U20-Balkan-Hallenmeisterschaften in Istanbul in 9,07 s die Bronzemedaille im 60-Meter-Hürdenlauf gewann. Im Juli gewann sie dann bei den U20-Balkan-Meisterschaften in Pitești in 14,05 s die Silbermedaille über 100 m Hürden. Im Jahr darauf gewann sie bei den U20-Balkan-Meisterschaften in Istanbul in 13,96 s die Bronzemedaille im 100-Meter-Hürdenlauf und 2019 belegte sie bei den U23-Mittelmeer-Hallenmeisterschaften in Miramas in 8,73 s den siebten Platz über 60 m Hürden, ehe sie bei den Balkan-Hallenmeisterschaften in Istanbul mit 8,66 s auf den fünften Platz gelangte. 2022 siegte sie in 13,15 s über 100 m Hürden bei den Balkan-Meisterschaften in Craiova und im Jahr darauf schied sie bei den Halleneuropameisterschaften in Istanbul mit 8,34 s in der ersten Runde über 60 m Hürden aus. Im Juli gelangte sie bei den Balkan-Meisterschaften in Kraljevo mit 13,42 s auf den sechsten Platz im B-Lauf über 100 m Hürden.
2020 wurde Karagianni griechische Meisterin im 100-Meter-Hürdenlauf und 2019 und 2023 wurde sie Hallenmeisterin über 60 m Hürden.

## Persönliche Bestzeiten
- 100 Meter Hürdenlauf: 13,15 s (+0,4 m/s), 19. Juni 2022 in Craiova
  - 60 Meter Hürdenlauf (Halle): 8,18 s, 11. Februar 2023 in Piräus